# دنیس هورگان
دنیس هورگان (انگلیسی: Denis Horgan; ۱۸ مهٔ ۱۸۷۱ – ۲ ژوئن ۱۹۲۲) ورزشکار دو و میدانی، و پرتاب‌گر وزنه اهل جمهوری ایرلند بود.